# Castello di Eckartsau
Il castello di Eckartsau (in lingua tedesca Schloss Eckartsau) è un castello austriaco,  situato nella Bassa Austria presso l'area del Marchfeld.

## Storia
Il castello originale era una fortezza circondata da un fossato con acqua ed era di proprietà della famiglia Eckartsau già nel XIII secolo, ampliato successivamente con l'acquisto di molte delle terre circostanti la struttura fortificata. L'importanza della famiglia si manifestò quando un membro di questa famiglia ebbe il privilegio di poter costruire una tomba per la propria famiglia nella chiesa conventuale di Vienna.
Konrad von Eckartsau fu tra i principali sostenitori della presa di potere del duca Alberto V d'Asburgo e in particolare lo sostenne economicamente.
La famiglia von Eckartsau si estinse con Wilhelm von Eckartsau, ultimo maschio della progenie, il quale ebbe una figlia, Appolonia, che ereditò il castello nel 1507 ed alla di lei morte esso passò al barone Georg von Teuffel. Nel 1720 la proprietà passò alla famiglia Kinsky che, su base di un progetto di Josef Emanuel Fischer von Erlach (figlio del celebre Johann Bernhard Fischer von Erlach), fece ampliare la struttura trasformandola in uno sfarzoso palazzo di caccia barocco.
Nel 1760 l'Imperatore Francesco I di Lorena, marito di Maria Teresa, acquistò il castello e lo unì al patrimonio della famiglia imperiale austriaca. Nel 1797 il complesso passò al nipote Francesco II che lo ristrutturò ulteriormente.
Dopo la morte di Maria Teresa nel 1780 il castello si trovava comunque caduto piuttosto in disuso ed alcune sue parti erano state demolite. Fu l'arciduca Francesco Ferdinando d'Austria, tra il 1896 ed il 1897 ad interessarsi ad un progetto di recupero del disegno originario facendo ricostruire fedelmente alcune parti mancanti della struttura. Il parco venne progettato in questa stessa epoca: nel 1912 l'arciduca fece arrivare direttamente dal palazzo Harrach di Vienna una grande scalinata in pietra bianca che ancora oggi qui si trova.
Il castello acquisì nuova rilevanza con l'Imperatore Carlo I d'Austria che, assieme alla propria famiglia, trascorse qui alcuni anni come residenza estiva. Qui egli ricevette, il 13 novembre 1918 una delegazione ungherese con la quale, di fatto, rinunciava al trono d'Ungheria e sempre da qui la famiglia si mosse il 23 marzo 1919 alla volta della Svizzera ove rimase in esilio.
Nel 1919 il palazzo è divenuto di proprietà della Repubblica Austriaca ed il parco è entrato a far parte del parco nazionale del Danubio ed è oggi gestito dall'ente forestale federale austriaco.